# Seychelleuops viriditinctus
Seychelleuops viriditinctus es una especie de coleóptero de la familia Attelabidae.

## Distribución geográfica
Habita en las islas Seychelles.